# Garry Bushell
 (août 2021).
La mise en forme du texte ne suit pas les recommandations de Wikipédia : il faut le « wikifier ».
Les points d'amélioration suivants sont les cas les plus fréquents. Le détail des points à revoir est peut-être précisé sur la page de discussion.
- Les titres sont pré-formatés par le logiciel. Ils ne sont ni en capitales, ni en gras.
- Le texte ne doit pas être écrit en capitales (les noms de famille non plus), ni en gras, ni en italique, ni en « petit »…
- Le gras n'est utilisé que pour surligner le titre de l'article dans l'introduction, une seule fois.
- L'italique est rarement utilisé : mots en langue étrangère, titres d'œuvres, noms de bateaux, etc.
- Les citations ne sont pas en italique mais en corps de texte normal. Elles sont entourées par des guillemets français : « et ».
- Les listes à puces sont à éviter, des paragraphes rédigés étant largement préférés. Les tableaux sont à réserver à la présentation de données structurées (résultats, etc.).
- Les appels de note de bas de page (petits chiffres en exposant, introduits par l'outil «  Source ») sont à placer entre la fin de phrase et le point final[comme ça].
- Les liens internes (vers d'autres articles de Wikipédia) sont à choisir avec parcimonie. Créez des liens vers des articles approfondissant le sujet. Les termes génériques sans rapport avec le sujet sont à éviter, ainsi que les répétitions de liens vers un même terme.
- Les liens externes sont à placer uniquement dans une section « Liens externes », à la fin de l'article. Ces liens sont à choisir avec parcimonie suivant les règles définies. Si un lien sert de source à l'article, son insertion dans le texte est à faire par les notes de bas de page.
- La présentation des références doit suivre les conventions bibliographiques. Il est recommandé d'utiliser les modèles {{Ouvrage}}, {{Chapitre}}, {{Article}}, {{Lien web}} et/ou {{Bibliographie}}. Le mode d'édition visuel peut mettre en forme automatiquement les références.
- Insérer une infobox (cadre d'informations à droite) n'est pas obligatoire pour parachever la mise en page.

Pour une aide détaillée, merci de consulter Aide:Wikification.
Si vous pensez que ces points ont été résolus, vous pouvez retirer ce bandeau et améliorer la mise en forme d'un autre article.
 (juillet 2022).
Si vous disposez d'ouvrages ou d'articles de référence ou si vous connaissez des sites web de qualité traitant du thème abordé ici, merci de compléter l'article en donnant les références utiles à sa vérifiabilité et en les liant à la section « Notes et références ».
Pour les articles homonymes, voir Bushell.
Garry Bushell est un journaliste de rock 'n' roll, animateur de télévision et écrivain, musicien et militant politique né le 13 mai 1955 à Woolwich, dans le sud-est de Londres. Bushell joue également dans le groupe de Oi! The Gonads et dirige le groupe Oi! Maninblack de New York jusqu'à la mort du leader du groupe Andre Schlessinger. Les thèmes d'actualité récurrents de Bushell sont la comédie, le pays et les classes sociales. Il a fait campagne pour un Parlement anglais, une statue de Benny Hill et pour des émissions de variété et de talent à la télévision. Sa chronique télévisée Bushell on the Box paraît toujours chaque semaine dans le Daily Star Sunday, et il est le rédacteur en chef de la revue Sunday Express.

## Biographie

### Jeunesse et carrière musicale
Fils d'un pompier, Bushell a fréquenté la Charlton Manor School et la Colfe's School (qui était alors un lycée). Au lycée, il se produit pour la première fois dans le groupe Pink Tent, fortement influencé par Monty Python. Ils ont écrit des chansons et des sketches de comédie; joué lors de fêtes et chez les uns des autres. Bushell était impliqué dans l' Union nationale des élèves et l'Union d'action des écoles, une organisation socialiste qui avait une forte tendance situationniste qui les a conduits à mélanger les frasques d'écoliers avec l'activisme étudiant. Il a travaillé pour Shell en tant que messager, puis pour les pompiers de Londres avant de fréquenter simultanément le North East London Polytechnic et le London College of Printing.
Pink Tent a évolué pour devenir le groupe punk 1977 The Gonads, qui se sont également décrits Oi!, punk pathétique et "Oi-Tone" parce qu'ils jouent du ska et du street punk. Beaucoup de leurs chansons sont des airs de fête comiques, mais ils ont parfois écrit des morceaux plus sérieux. Deux exemples de leurs chansons qui incluent des commentaires sociaux sont "Dying for a Pint" (qui commente la brutalité des videurs de boîtes de nuit ) et "Jobs Not Jails" (une critique des politiques du gouvernement de Margaret Thatcher).
D'autres projets musicaux de Bushell ont inclus les groupes Prole, Orgasm Guerrillas, les Ska-Nads et Lord Waistrel & the Cosh Boys. Prole était un groupe punk socialiste qui comprenait également Steve Kent, le guitariste original du groupe Oi! The Business. Bushell a géré les Blood and Cockney Rejects, leur obtenant leur contrat EMI. Il a également fait signer Twisted Sister au Royaume-Uni à Secret Records. Il a compilé les quatre premiers Oi! des albums de compilation (Oi! The Album, Strength Thru Oi!, Carry On Oi!, et Oi! Oi! That's Yer Lot!),  et des chansons contribuées aux collections ultérieures.

### Journalisme et écriture
En 1973, à l'âge de 18 ans, Bushell a rejoint les International Socialists et a commencé à écrire pour leur journal Socialist Worker. Il a également écrit pour Temporary Hoarding, Rebel, et son propre fanzine punk Napalm, et a édité le magazine NEPAM du North East London Polytechnic Student Union. De 1978 à 1985, il a écrit pour le magazine Sounds, couvrant le punk et d'autres genres musicaux au niveau de la rue, tels que 2 Tone, la nouvelle vague de heavy metal britannique et la renaissance de mod. Bushell était à l'avant-garde de la couverture de l' Oi!sous-genre, également connu sous le nom de vrai punk ou de punk de rue. En 1981, lorsque Strength Thru Oi! a été publié, il était controversé parce que son titre était un jeu de mots sur un slogan nazi « Strength Through Joy », et la couverture mettait en vedette Nicky Crane, un activiste du mouvement britannique qui purgeait une peine de quatre ans pour violence raciste. Garry Bushell, qui était responsable de la compilation de l'album, insiste sur le fait que son titre était un jeu de mots sur l'EP Strength Through Joy de The Skids et qu'il n'était pas au courant des connotations nazies. Il a également nié connaître l'identité du skinhead sur la couverture de l'album jusqu'à ce qu'il soit exposé par leDaily Mail deux mois plus tard. Le modèle original de la couverture était Carlton Leach. La même année, Bushell a écrit le livre Dance Craze - the 2-Tone story, et en 1984, il a écrit labiographie d' Iron Maiden Running Free.
Ses critiques cinglantes de la première incarnation punk d' Adam & The Ants l'ont conduit à être vérifié, avec l' écrivain vétéran NME Nick Kent, dans la chanson du groupe "Press Darlings", contenant la phrase "Si la passion se termine dans la mode, Bushell est l'homme le mieux habillé de la ville." Bushell a également attiré les attentions de Crass qui a répondu à ses critiques avec la chanson "Hurry Up Garry" et les Notsensibles qui ont sorti la chanson "Band Of The Week de Garry Bushell".
Bushell a déménagé à Fleet Street en 1985, travaillant pour The Sun, Evening Standard et le Daily Mirror. Il est retourné à The Sun pour écrire sa chronique "Bizarre" et pour être l'éditeur du show-business. En 1991, il devient brièvement rédacteur en chef adjoint du Daily Star, où il écrit une chronique d'actualité intitulée "Walk Tall With Bushell", ainsi que sa chronique télévisée. Trois mois plus tard, il a quitté et est retourné à The Sun.
En 1994, Bushell a été nommé critique de l'année aux UK Press Awards. Au milieu des années 1990, Bushell a accueilli le programme TV Bushell sur la boîte, commentant les programmes TV de la semaine. Le spectacle comprenait des diatribes, des interviews, des invités vedettes et des sketches comiques. Il a duré 50 épisodes et a été numéro un sur le réseau de nuit d'ITV. L'année suivante, Bushell est devenu critique résident dans la série ITV de Jonathan Ross, The Big Big Talent Show. Il a également accueilli Garry Bushell Reveals All pour Granada Men & Motors. Il est apparu dans un large éventail d'autres émissions, notamment Celebrity Squares, Noel's House Party, Drop! La célébrité, Newsnightet ce matin. En 2001, il était critique de télévision résident du Grand Petit Déjeuner.
En 2001, le roman policier de Bushell The Face sur le détective infiltré Harry Tyler a été publié en série dans le Daily Star, ce qui a conduit à son licenciement de The Sun, même si l'éditeur du livre John Blake a admis que Bushell n'avait aucune connaissance de l'accord de sérialisation. Après avoir été licencié, il a entamé des poursuites judiciaires contre The Sun qui s'est arrangé à l'amiable.
En 2002, Bushell a publié le livre King of Telly: The Best of Bushell on the Box, contenant les faits saillants de sa chronique. Il a depuis publié deux autres romans de Harry Tyler, Two-Faced et Facedown. Un quatrième devrait sortir en 2021.
After The Sun, Bushell a écrit pour The People jusqu'au 18 février 2007, date à laquelle il est parti travailler sur des livres et des scénarios. Il a annoncé sa démission en tant que critique de télévision, déclarant qu'il devenait déprimé à la télévision britannique. En 2005, Bushell a co-écrit Cockney Reject, l'autobiographie de Jeff "Stinky" Turner (née Geggus) du groupe punk Cockney Rejects et a écrit un scénario de film pour Join the Rejects - Get Yourself Killed, un projet de long métrage avorté sur le groupe qui a été remplacé par un film documentaire, East End Babylon.
Bushell a publié sa propre autobiographie, Bushell on the Rampage, un livre attaquant le feuilleton de la BBC EastEnders intitulé 1001 Reasons EastEnders is Pony, et un livre sur les sous-cultures des jeunes britanniques appelé Hoolies. Il a également co-écrit l'autobiographie de la bande dessinée Cockney Jimmy Jones, Now This is a Very True Story, publiée en 2011 et une nouvelle version étendue de Dance Craze, sur 2-Tone, sous-titrée Rude Boys on the Road. En mai 2007, la chronique de Bushell est revenue au Daily Star dimanche.
En août 2007, Bushell a fait une remarque lors d'un échange humoristique sur le programme talkSPORT Football First laissant entendre que l'homosexualité était une perversion, conduisant le régulateur Ofcom à trouver le segment en violation des normes pour ne pas justifier le contenu offensant par le contexte dans lequel il se trouvait. présenté.
L'Ofcom a rejeté les affirmations de talkSPORT selon lesquelles les commentaires avaient été «spontanés», et talkSPORT a publié une déclaration disant que son personnel avait été «mis au courant» que ce que Bushell avait dit était «inacceptable». Bushell a dit plus tard que ce n'était pas l'homosexualité qu'il désignait comme une perversion, mais l'abaissement supplémentaire de l'âge du consentement; et que ses remarques ont été prises hors de leur contexte. Il a depuis quitté talkSPORT. Dans son livre de 2009, Le monde selon ..., Bushell dit qu'il a fait la remarque de liquider un autre diffuseur.
En 2007, Bushell a commencé à présenter une émission mensuelle de podcast punk et ska sur TotalRock, et la Heritage Foundation a nommé Bushell "Critique de l'année". En 2009, il a commencé une émission punk et ska occasionnelle appelée Rancid Sounds pour la radio Total Rock.

### Style d' écriture
Les chroniques de Bushell sont connues pour leurs comparaisons et métaphores, comme décrire quelque chose comme étant «aussi juste que le cul de Frank Bruno » ou (dans sa chronique du 1er mai 2005) «La télévision d'aujourd'hui est si obsessionnellement gay, c'est une merveille que le Radio Times ne pas venir avec un wrap rose Versace et un verre de Muscadet gratuit ". Son humour a irrité certains cadres de Sun, tels que Rebekah Wade, mais les fans incluent Barbara Windsor, Dom Joly et Roy Hudd, qui l'a appelé "de la presse. " Sa colonne de tabloïd et son style d'écriture étaient autrefois satirisés dans la bande dessinée pour adultes Viz, y compris une bande dessinée unique intitulée Garry Bushell The Bear, sur un ours brun homophobe et xénophobe.
Répondant aux commentaires de Bushell dans le numéro du 25 novembre 1993 de The Sun ("La permissivité libérale est en train de ronger le tissu de notre société. Vous voulez des vidéos vilaines colportant des saletés qui vous barattent l' estomac? Vous les avez. Les valeurs occidentales? Qui en a besoin! "), Le livre de John Martin, Seduction of the Gullible: The Truth Behind the Video Nasty Scandal dit:" [w] hen Bushell ne fanfaronne pas sur la décence et les valeurs occidentales, il peut être trouvé jubilatoire et craquant des blagues dans sa chronique sur de tels incidents comme la mort de plusieurs travestis dans un incendie de cinéma sexuel." Bushell a vigoureusement rejeté la critique sur Five Live de Richard Baconshow (octobre 2010), accusant les militants homosexuels et les intellectuels libéraux de déformer ses opinions.

## Politique
Bushell a commencé son activisme politique en tant que socialiste et était membre de l' Internationale Socialiste trotskyste (qui est devenue le Parti socialiste ouvrier). En 1986, dans sa chronique «Sur la boîte à savon», Bushell a fait rage contre les classes moyennes, qui, selon lui, avaient ruiné le Parti travailliste. Il s'est opposé à l' Union européenne et à l'immigration sans entraves, car il a dit que cela réduisait les salaires de la classe ouvrière. Il a écrit des articles soutenant les Smithfield porteurs de viande qui luttent pour préserver leur marché, et en faveur de l' UDR Quatre, humoristes et de la classe ouvrière page 3 filles. [ citation nécessaire ]Dans les années 2000, il s'est concentré sur le patriotisme et la liberté individuelle. Il a fait campagne pour que la Saint-Georges soit reconnue comme jour férié en Angleterre, de la même manière que la Saint-Patrick est un jour férié en Irlande.
Lors des élections générales de 2005, il s'est présenté comme candidat du Parti démocrate anglais, qui promeut la création d'un Parlement anglais et qui voulait que l'Angleterre quitte l'Union européenne. Bushell a obtenu 1 216 voix (3,4% des parts) dans la circonscription de Greenwich et Woolwich, terminant cinquième sur sept dans une course remportée par Nick Raynsford du Parti travailliste. Le résultat a représenté le point culminant pour les démocrates anglais dans l'élection, et Bushell a terminé devant le candidat du Parti de l'indépendance britannique dans cette circonscription. Bushell a également représenté le parti dans le South Staffordshire, lors du vote différé (en raison du décès d'un candidat) du 23 juin ; remportant 643 voix (2,51%). Sa campagne a été soutenue par la Campagne pour un Parlement anglais et Veritas. Il a envisagé de courir pour le maire de Londres contre Ken Livingstone en 2008, mais il s'est retiré de la course en janvier 2008 et s'est tenu à l'écart pour Matt O'Connor. Bushell a annoncé le 7 décembre 2011 qu'il rejoindrait et soutiendrait l' UKIP. Il n'est actuellement membre d'aucun parti politique.

### Les élections contestées
Élections générales au Royaume-Uni
| Date de l'élection | Circonscription électorale | Fête               | Votes | %   |
| ------------------ | -------------------------- | ------------------ | ----- | --- |
| 2005               | Greenwich et Woolwich      | Démocrates anglais | 1 216 | 3.4 |
| 2005               | Staffordshire Sud          | Démocrates anglais | 643   | 2,5 |

## Vie personnelle
Bushell a cinq enfants; trois avec Carol Bushell et deux avec Tania Bushell.

### Nouvelles
- Garry Bushell, The Face, 2001.
- Garry Bushell, Two-Faced, 2004.
- Garry Bushell, Face Down, 2013.
- Garry Bushell, All or Nothing, 2019.
- Garry Bushell, Hell Bent, 2019.

### Essais
- Garry Bushell, Running Free – The Authorised Biography of Iron Maiden, 1984.
- Garry Bushell, Twister Sister – The First Official Book, 1985.
- Garry Bushell et Mick Wal, Diary of a Mad Man, 1985.
- Garry Bushell, The Best of Garry's Goofs, 1992.
- Garry Bushell, Cockney Reject (with Jeff Turne, 2005.
- Garry Bushell, The World According to Garry Bushell, 2008.
- Garry Bushell, Hoolies, 2010.
- Garry Bushell, Now This Is a Very True Story, 2010.
- Garry Bushell, Dance Craze – Rude Boys on the Road, 2012.
- Garry Bushell, Time for Action, 2012.
- Garry Bushell, 1001 Reasons EastEnders Is 'Pony', 2015.
- Garry Bushell, Sounds of Glory, 2016.
- Garry Bushell, 1979: The Ska Revival, 2019.
- Garry Bushell, 1979: Time For Action, The Mod Revival, 2019.

## Discographie
- 1984 : The Gonads: Live - The Official Bootleg
- 1988 : Live & Loud
- 1999 : Back and Barking
- 2001 : Schitz-Oi!-Phrenia
- 2006 : Old Boots, No Panties
- 2009 : Live Free, Die Free
- 2010 : Glorious Bastards
- 2011 : Greater Hits Volume One: Plums
- 2012 : Greater Hits Volume Two: The Mutt's Nuts
- 2013 : Built for Destruction
- 2015 : Greater Hits Volume Three: The Complete Cobblers
- 2016 : London Bawling
- 2017 : All the Loon Stompers
- 2018 : American Gonads

## Filmographie
- 2005 : Hell to Pay : Assistant de Larry Malone